# Khalida Messaoudi
Khalida Messaoudi (Aïn Bessem, Bouira, Argelia; 13 de marzo de 1958) también conocida como Khalida Toumi es una política argelina, feminista y militante de los derechos humanos. De 2002 a 2014, fue nombrada Ministra de Comunicación y Cultura además de portavoz de gobierno siendo la primera mujer que ocupó este cargo en un gobierno de Argelia.

## Biografía
Nació cuatro años antes de la independencia argelina, y creció junto a otros siete hermanos en Cabilia. Desde niña aprendió e interiorizó el islam argelino tradicional, que se caracteriza por ser tolerante y laico. De hecho, se considera actualmente una creyente musulmana.
Su padre trabajó toda su vida como secretario en el ayuntamiento. Gracias a los buenos resultados de la joven Khalida tras la primaria, obtuvo una beca que le permitió estudiar en un liceo de prestigio en la capital, Argel. Allí se encontró con la creciente arabización del sistema educativo argelino, que estaba imponiendo progresivamente el árabe clásico, en sustitución del francés, que había sido el idioma de la cultura durante la colonización francesa, y el árabe dialectal, que es el idioma hablado por la población argelina.
En 1981 fue militante en el colectivo de mujeres que denunciaron el Código de Familia Argelino por la discriminación que suponía ante la ley.
En 1982 comenzó sus clases como profesora de Matemáticas. En 1984 fue presidenta de la Asociación por la Igualdad de Hombres y Mujeres ante la Ley. 
En 1985 se sumó al comité de la Liga por los Derechos Humanos creada por Omar Menouer.
Desde finales de 2019 se encuentra en prisión a espera de juicio por actuaciones en su época de ministra.

## Trayectoria política
Fue cofundadora del Movimiento por la República (MPR) de la que fue vicepresidenta. Fue elegida diputada del partido Agrupación por la Cultura y la Democracia (RCD) en 1997 de la que era vicepresidenta encargada de cuestiones de género. En el año 2000 fue elegida jefa parlamentaria del partido cargo que ocupó hasta 2001 fecha en la que dimitió. Quedó excluida del RCD por desavenencias ideológicas en la línea del partido.
Fue nombrada Ministra de Comunicación y Cultura en 2002 además de portavoz del gobierno de Ali BenflisDsiendo la primera vez que una mujer ocupaba este cargo en un gobierno argelino. Desde 2004 fue ministra de cultura en el gobierno de Ahmed Ouyahia.

## Premios
- 1998 - Prize for Freedom por parte de  Liberal International[4]